# Cosmosoma panopes
Cosmosoma panopes là một loài bướm đêm thuộc phân họ Arctiinae, họ Erebidae.